# د. جاي إم. ماكنزي
د. جاي إم. ماكنزي (بالإنجليزية: D. J. M. Mackenzie)‏ هو طبيب نيوزيلندي، ولد في 23 يوليو 1905 في Maungaturoto ‏ في نيوزيلندا، وتوفي في 10 مارس 1994 في كيب تاون في جنوب أفريقيا.